# Goniocampa
Goniocampa là một chi bướm đêm thuộc họ Geometridae.